# Мачкунд
Ма́чкунд (англ. Machkund River; в нижнем течении — Силеру, англ. Sileru River) — река на северо-востоке южной части Индии, течёт по территории штатов Орисса и Андхра-Прадеш. Левый приток нижнего течения Сабари. Относится к бассейну Годавари.
Длина реки составляет 249 км.
Начинается южнее населённого пункта Гангараджумадугулу в Восточных Гатах на северно-востоке штата Андхра-Прадеш. Далее течёт по восточной окраине Деканского плоскогорья. Впадает в Сабари напротив населённого пункта Конта.
Воды реки используется для выработки электроэнергии (построено несколько плотин ГЭС, образующих водохранилища как в верхней так и в нижней половине течения).